# Isolepis
Isolepis  R.Br. é um género botânico pertencente à família Cyperaceae.
O gênero é constituido por aproximadamente 430 espécies.

## Sinônimos
- Eleogiton Link (SUH)
- Scirpidiella Rauschert

## Principais espécies
| - Isolepis australiensis - Isolepis barbata - Isolepis capillaris - Isolepis carinata - Isolepis cernua - Isolepis cernuus - Isolepis congrua - Isolepis cyperoides - Isolepis fluitans - Isolepis hookeriana - Isolepis humillima | - Isolepis hystrix - Isolepis inundata - Isolepis marginata - Isolepis oldfieldiana - Isolepis producta - Isolepis prolifera - Isolepis pseudosetacea - Isolepis selloviana - Isolepis setacea - Isolepis stellata - Isolepis variegata |

- «PPP-Index Lista completa»